# 河內道

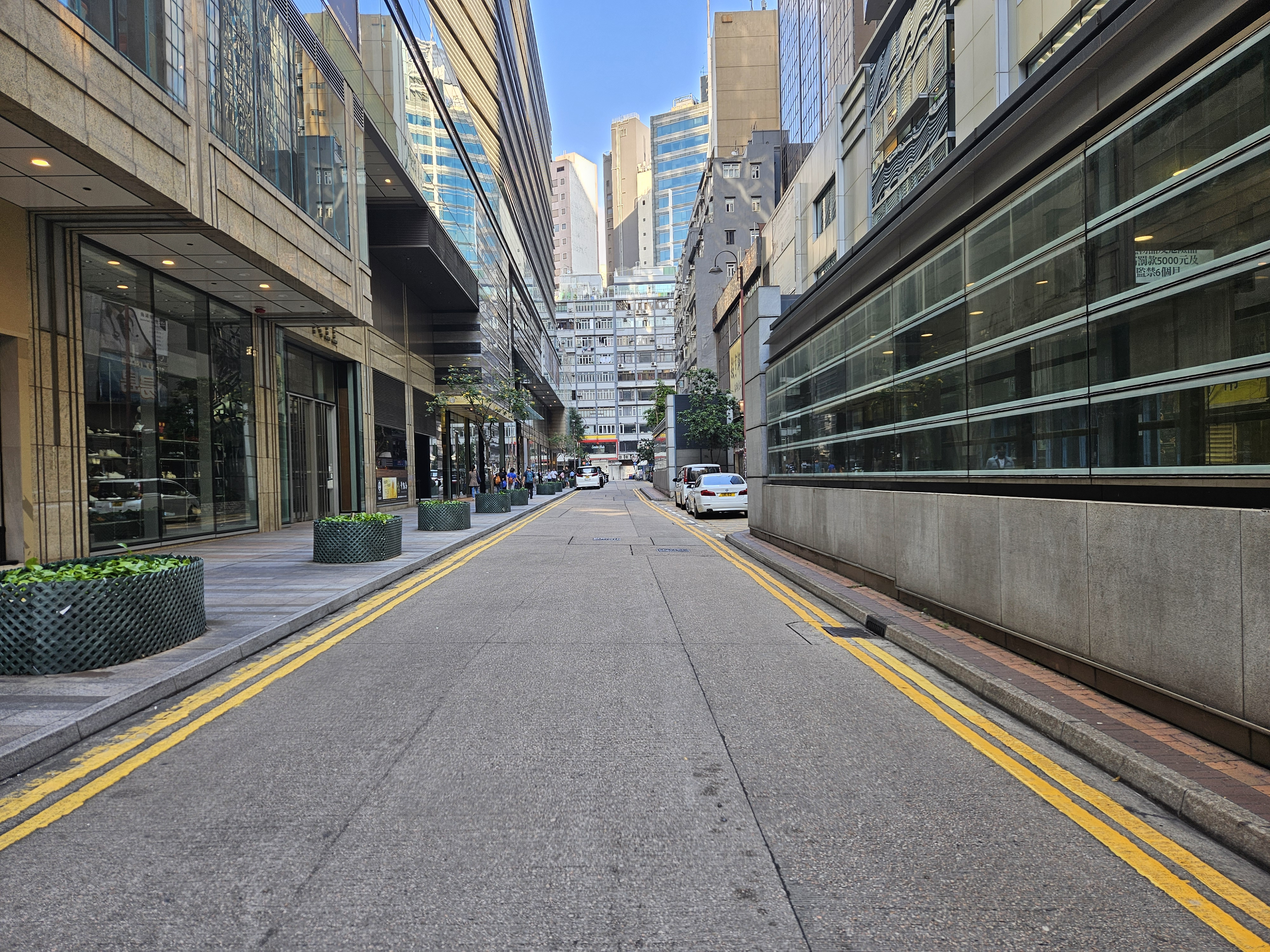
河內道近麼地道

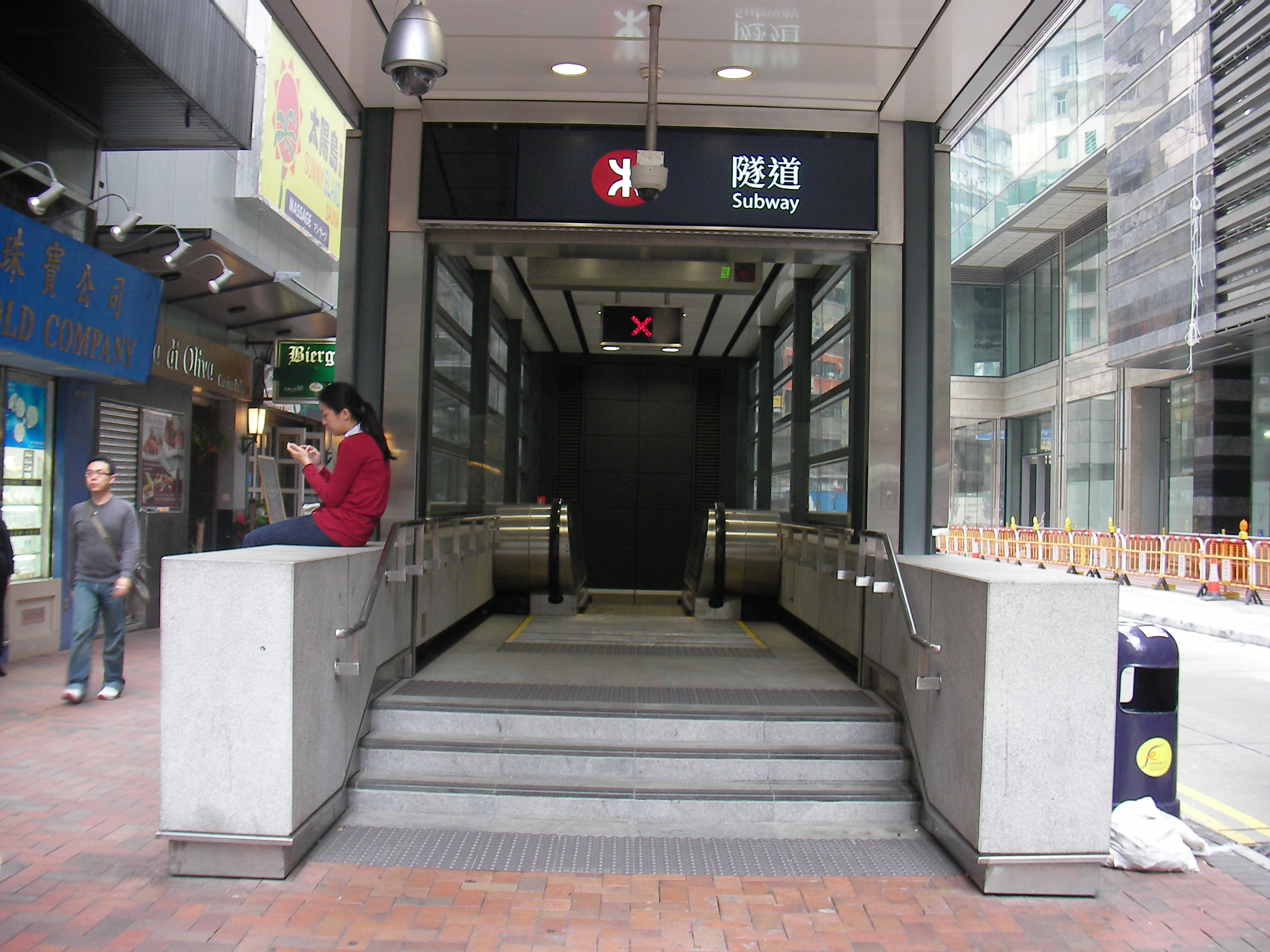
白蘭軒道行人隧道位於河內道的N2出口

河內道（英語：Hanoi Road）是香港九龍尖沙咀市中心區內一條街道，鄰近香港尖沙咀凱悅酒店，港鐵尖沙咀站及尖東站之間的白蘭軒道行人隧道（綠區）在河內道設有尖東站N1及N2出口，並設有升降機往返地面和隧道。街道以越南城市河內市命名。

## 鄰近
- 名鑄
- K11
- 麼地道
- 加拿分道
- 白蘭軒道